# Benoît David
Benoît David (19 de Abril de 1966, Montreal, Canadá) é um cantor canadense de Rock progressivo, famoso por integrar a banda inglesa Yes, pioneira no gênero. Também tem projetos com a banda Mystery, com quem já gravou três álbuns: "Beneath the Veil of Winter's Face" (2007), "One Among the Living" (2010) e "The World Is a Game" (2012).

## Yes
Benoît começou sua carreira em 1994 como vocalista da banda Close to the Edge, um tributo ao Yes. Em 2008, um fato marcante fê-lo tornar-se conhecido do público geral:  Chris Squire, baixista e único membro constante do Yes, contatou-o a fim de convidá-lo a fazer parte do conjunto como vocalista principal. Squire havia ouvido algumas de suas performances com a banda tributo em vídeos no YouTube. Essa substituição deveu-se à impossibilidade física de Jon Anderson, vocalista original do grupo, de cantar (na época, Anderson afastou-se por problemas de saúde relacionados à respiração e à garganta). No começo de 2012, porém, o próprio Benoît também se afastou por conta de sua saúde, já que vinha sofrendo de problemas respiratórios havia meses (sendo substituído por Jon Davison, da Glass Hammer).
Em sua curta passagem pelo conjunto, que durou pouco menos de 4 anos, David excursionou o mundo com os colegas de banda Chris Squire, Steve Howe, Alan White, Oliver Wakeman (filho de Rick Wakeman) e Geoff Downes e participou de três álbuns do Yes fazendo os vocais principais e de apoio: o de estúdio Fly from Here, de 2011, o ao vivo In the Present - Live from Lyon, do final do mesmo ano, e o miniálbum From a Page, de 2019.